# Coushatta
Coushatta – miasto w Stanach Zjednoczonych, w stanie Luizjana, siedziba administracyjna parafii Red River.
Miejscowość ta została wielokrotnie wspomniana w ósmym odcinku 4. sezonu serialu Zadzwoń do Saula, zatytułowanym Coushatta.